# Salizjan Sjaripov
Salizjan Sjakirovitsj Sjaripov (Russisch: Салижан Шакирович Шарипов) (Oezgen, Kirgizische SSR, 24 augustus 1964) is een Russisch voormalig ruimtevaarder. Sjaripov’s eerste ruimtevlucht was STS-89 met de spaceshuttle Endeavour en vond plaats op 23 januari 1998. Het was de achtste keer dat een Amerikaanse spaceshuttle gekoppeld werd aan het Russische ruimtestation Mir. 
In totaal heeft Sjaripov twee ruimtevluchten op zijn naam staan, waaronder een missie naar het Internationaal ruimtestation ISS. Tijdens zijn missies maakte hij twee ruimtewandelingen. In 2008 ging hij als kosmonaut met pensioen. 